# Mirosternus molokaiensis
Mirosternus molokaiensis är en skalbaggsart som beskrevs av Perkins 1910. Mirosternus molokaiensis ingår i släktet Mirosternus och familjen trägnagare. Inga underarter finns listade i Catalogue of Life.